# Ernst Udet
Ernst Udet (ur. 26 kwietnia 1896 we Frankfurcie nad Menem, zm. 17 listopada 1941 w Berlinie) – niemiecki lotnik, jeden z czołowych asów myśliwskich z czasów I wojny światowej. Odniósł 62 zwycięstwa powietrzne. Podczas II wojny światowej Generaloberst i jeden z czołowych dowódców Luftwaffe.

## Wczesne lata
Ernst Udet urodził się we Frankfurcie nad Menem, lecz wkrótce jego rodzina przeniosła się do Monachium. Od dzieciństwa był entuzjastą rozwijającego się wówczas lotnictwa. Z kolegami zajmował się modelarstwem lotniczym i w 1909 zakładał „Munich Aero-Club”. Po wybuchu I wojny światowej chciał wstąpić do wojska, lecz odrzucano go z powodu zbyt niskiego wzrostu – 160 cm. W końcu, ponieważ posiadał motocykl, w 1914 przyjęto go na ochotnika do wojska jako gońca motocyklowego.

## Okres I wojny światowej
Po ukończeniu prywatnie kursu pilotażu w kwietniu 1915, Udet wstąpił do lotnictwa, gdzie ukończył następnie szkolenie pilota wojskowego. Do końca 1915 latał jako pilot dwumiejscowych samolotów obserwacyjnych nad frontem zachodnim. Już wówczas dał się poznać jako dobry pilot. We wrześniu 1915 zdołał doprowadzić wraz z obserwatorem uszkodzony samolot na lotnisko, za co został odznaczony Żelaznym Krzyżem II klasy. Pod koniec 1915 został przeniesiony do jednostki myśliwskiej Kampf Einsitzer Kommando stacjonującej w Habsheim. Początkowo wydawało się, że Udet nie nadawał się na pilota myśliwskiego, gdy w pierwszym starciu unikał walki i nie mógł strzelać do nieprzyjacielskiego samolotu. Wkrótce jednak przełamał się psychicznie i zaczął aktywnie uczestniczyć w starciach powietrznych. 18 marca 1916 odniósł pierwsze zwycięstwo powietrzne, atakując formację 22 francuskich bombowców. Po trzecim zwycięstwie 24 grudnia 1916 został odznaczony Żelaznym Krzyżem I klasy. W marcu 1917 jego jednostka została przemianowana na eskadrę myśliwską Jagdstaffel 15 i przeniesiona do La Selve. Po drugiej stronie frontu stacjonowała tam elitarna francuska eskadra nr 3 „Bocianów”.
25 maja 1917 doszło do słynnego samotnego pojedynku Udeta, który wówczas miał na koncie 6 zestrzeleń, z francuskim asem George’em Guynemerem, aczkolwiek jego przebieg znany jest jedynie z relacji Udeta. Przez kilka minut obaj lotnicy toczyli walkę kołową, próbując się zestrzelić. Podczas walki Udetowi zacięły się karabiny maszynowe. Według Udeta, gdy po dalszych kilku minutach ostrych manewrów Guynemer przelatując w locie odwróconym ponad samolotem Udeta spostrzegł, że ten szarpie się z karabinami, pomachał Udetowi ręką i odleciał. Udet latał wówczas myśliwcem Albatros D.III.
Po śmierci wielu przyjaciół z Jasta 15, Udet w połowie 1917 przeniósł się do eskadry Jagdstaffel 37, stacjonującej we Flandrii. W listopadzie został dowódcą tej jednostki, w której służył do marca 1918. Wówczas to, mając 20 zwycięstw powietrznych, został wybrany przez asa Manfreda von Richthofena do jego elitarnego 1 Pułku Myśliwskiego. Na krótko dowodził w nim eskadrą Jagdstaffel 11, w której uzyskał dalsze zwycięstwa. W kwietniu 1918 Udet uhonorowany został najwyższym niemieckim odznaczeniem Pour le Mérite. Po śmierci von Richthofena, Udet objął w maju dowództwo eskadry Jagdstaffel 4, stacjonującej w Marville w okolicy Verdun, latającej na nowoczesnych myśliwcach Fokker D.VII (pomalowanym w biało-czerwone pasy; na czerwonym sterze wysokości widniał biały napis Du doch nicht!! – Nie waż się!; zaś na czerwonych bokach kadłuba biały napis Lo! – imię wybranki Udeta). W czerwcu zestrzelił 12 samolotów, lecz 29 czerwca sam został zestrzelony, po czym udało mu się wylądować na spadochronie na "ziemi niczyjej" pomiędzy okopami i powrócić do swoich linii. W sierpniu 1918 zestrzelił aż 20 samolotów. W kolejnym miesiącu uzyskał ostatnie dwa zwycięstwa, zestrzeliwując bombowce DH.9, przy czym został ranny. Ernst Udet odniósł łącznie podczas wojny 62 zwycięstwa powietrzne, co dało mu pozycję drugiego asa niemieckiego po Manfredzie von Richthofenie. Był jednym z najmłodszych asów.

## Okres międzywojenny i II wojny światowej

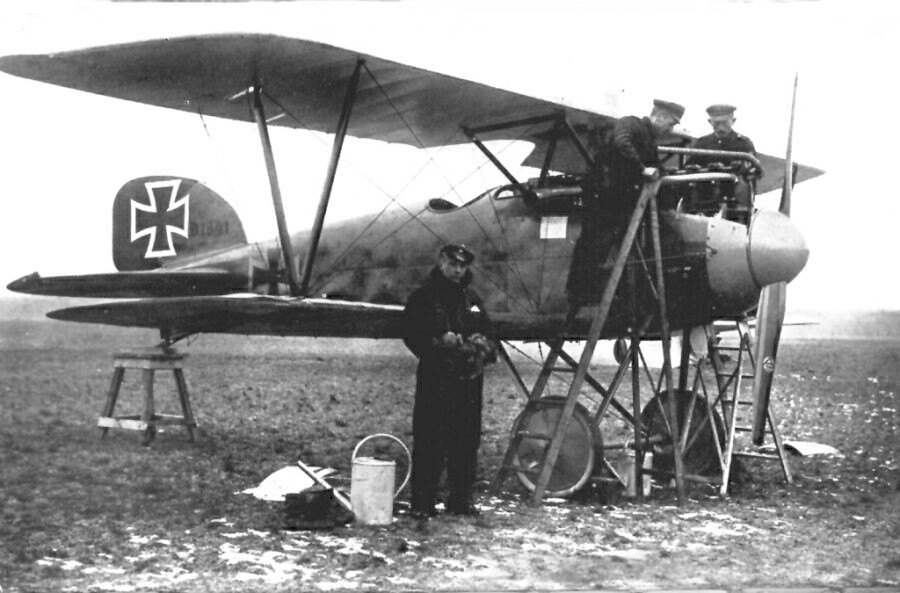
Udet przed swoim samolotem Albatros D.III, ok. 1917

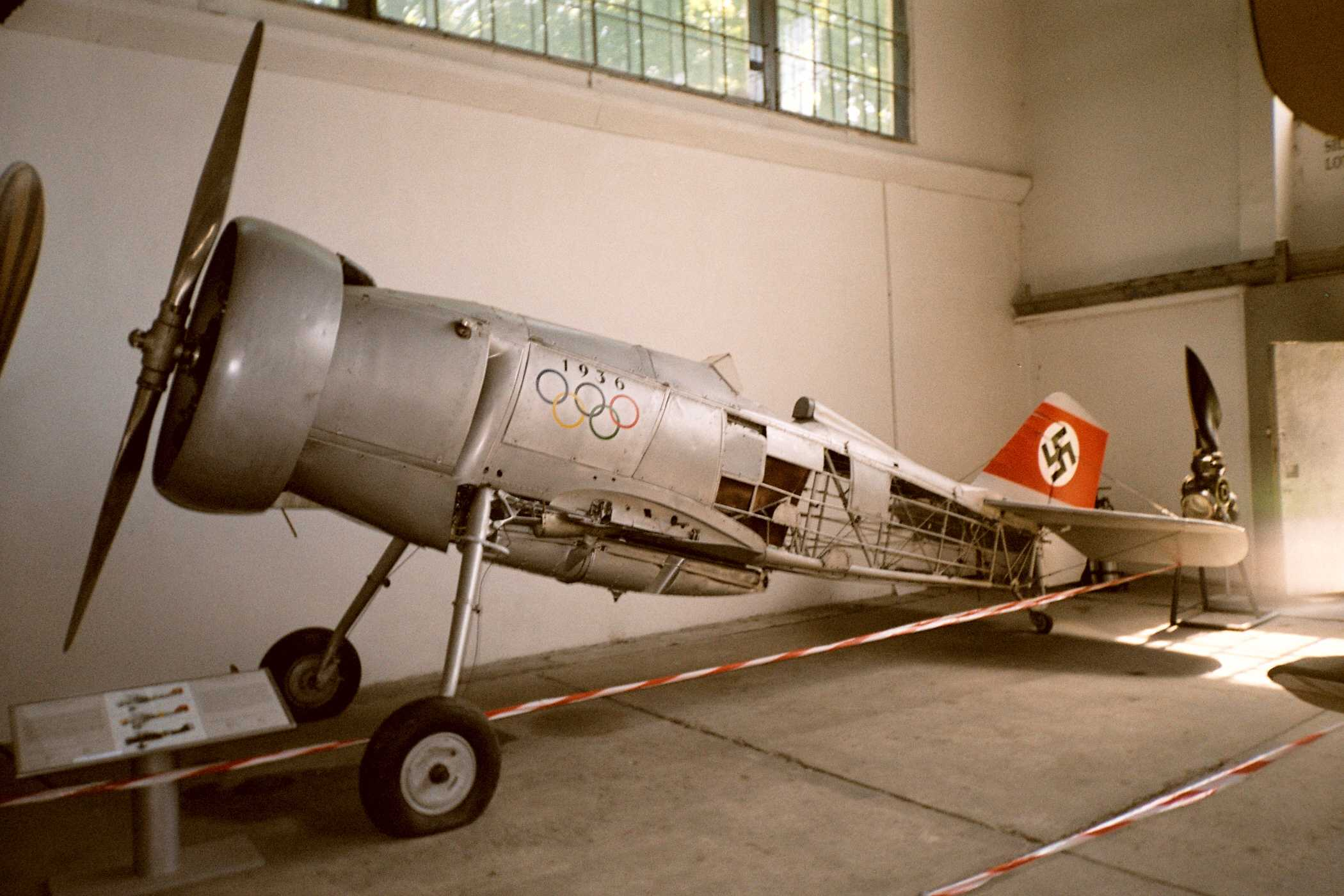
Samolot Curtiss Export Hawk II (D-IRIK) zakupiony przez Hermanna Göringa dla Udeta. W 1936 Udet wykonywał nim pokazy z okazji otwarcia Igrzysk Olimpijskich. Obecnie samolot stanowi eksponat w Muzeum Lotnictwa Polskiego

Po I wojnie światowej Udet zarabiał będąc pilotem sportowym, akrobacyjnym i wyczynowym w popularnych wówczas „cyrkach lotniczych” (między innymi, wraz z Bolesławem Orlińskim uczestniczył w rozgrywanych w dniach 29 sierpnia – 7 września 1931 zawodach lotniczych National Air Races w Cleveland, w których został przez niego pokonany). Był w tym okresie jednym z najbardziej popularnych pilotów świata, zagrał również w kilku filmach lotniczych. Prywatnie zaś prowadził życie światowego playboya, wydając pieniądze na kobiety, alkohol i rozrywki towarzyskie. W 1922 otworzył krótko działającą wytwórnię lotniczą Udet Flugzeugbau. W 1935 napisał autobiografię Mein Fliegerleben.
W 1933 Udet wstąpił do partii nazistowskiej NSDAP, za namową Hermanna Göringa – również pilota z I wojny. W 1935 został pułkownikiem w nowo utworzonych wojskach lotniczych, Luftwaffe, w następnym roku objął kierownictwo Urzędu Technicznego (Technisches Amt) w Ministerstwie Lotnictwa Rzeszy (RLM). Odegrał istotny udział w rozwoju lotnictwa bombowego i powstaniu bombowca nurkującego Junkers Ju 87 Stuka, stanowiącego jeden z kluczowych elementów niemieckiego Blitzkriegu. Po niepowodzeniu lotnictwa w bitwie o Wielką Brytanię, o które był obwiniany, na skutek rosnącej wrogości Göringa, Milcha i innych zwierzchników partyjnych, Udet popełnił samobójstwo, strzelając z pistoletu 17 listopada 1941. Adolf Hitler urządził Udetowi pogrzeb państwowy; oficjalnie jako przyczynę śmierci propaganda niemiecka podawała wypadek podczas testowania nowego samolotu.
W drodze na jego pogrzeb 20 listopada 1941 w wypadku lotniczym pod Dreznem zginął generał Helmuth Wilberg, a w wypadku lotniczym na wrocławskim Gądowie – inny as lotniczy Luftwaffe, Werner Mölders; który został pochowany obok Udeta na Cmentarzu Inwalidów w Berlinie.

## Odznaczenia (lista niepełna)
- Order Wojskowy Pour le Mérite – 9 kwietnia 1918
- Krzyż Rycerski Krzyża Żelaznego – 4 lipca 1940
- Królewski Order Hohenzollernów – 13 listopada 1917
- Krzyż Żelazny (1914) I Klasy z okuciem ponownego nadania 1939
- Krzyż Żelazny (1914) II Klasy z okuciem ponownego nadania 1939
- Wirtemberski Krzyż Zasługi z Mieczami
- Hamburski i Lubecki Krzyż Hanzeatycki
- Odznaka za Rany w srebrze (1918)
- Złota Odznaka Pilota-Obserwatora z Brylantami
- Odznaka za Długoletnią Służbę w Wehrmachcie IV Klasy
- Wielki Oficer Orderu Zasługi Wojskowej (Bułgaria)

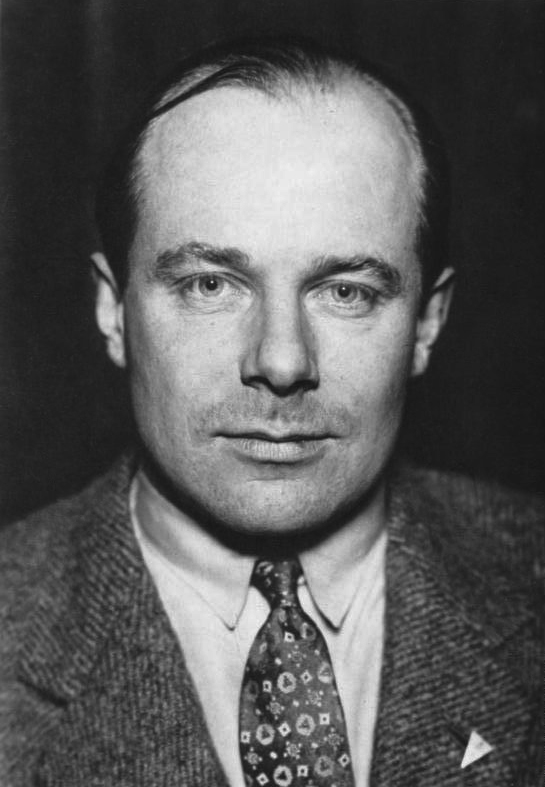
Ernst Udet, 1928
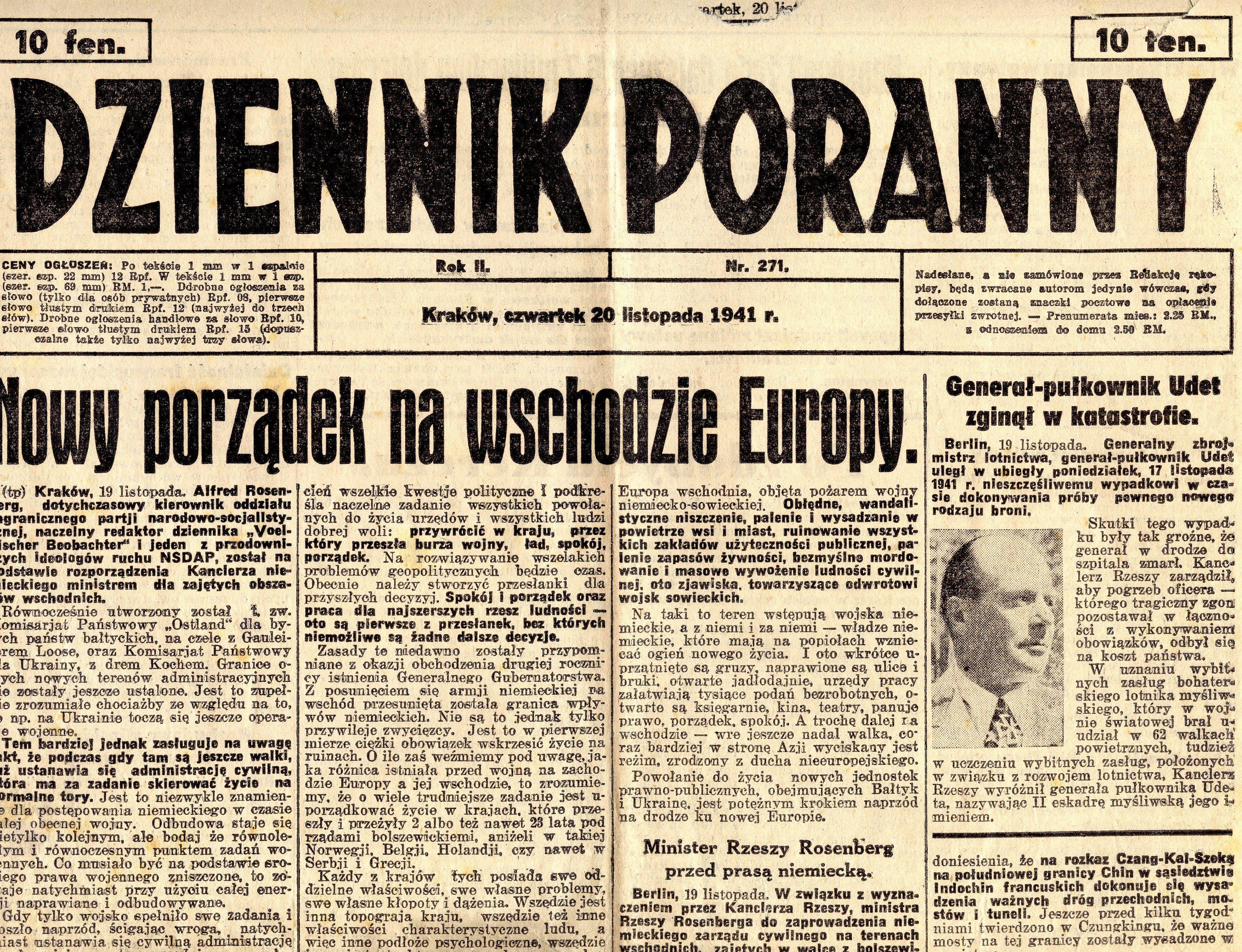
Informacja w prasie gadzinowej o śmierci Udeta
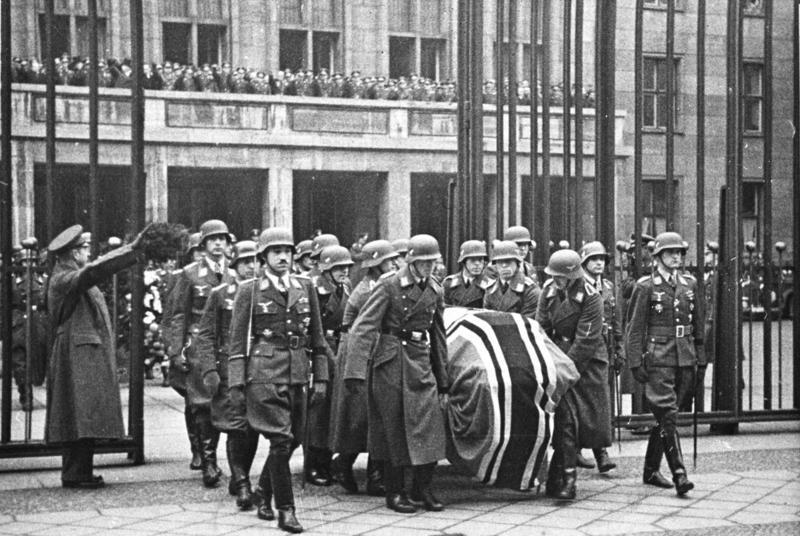
Uroczystości pogrzebowe
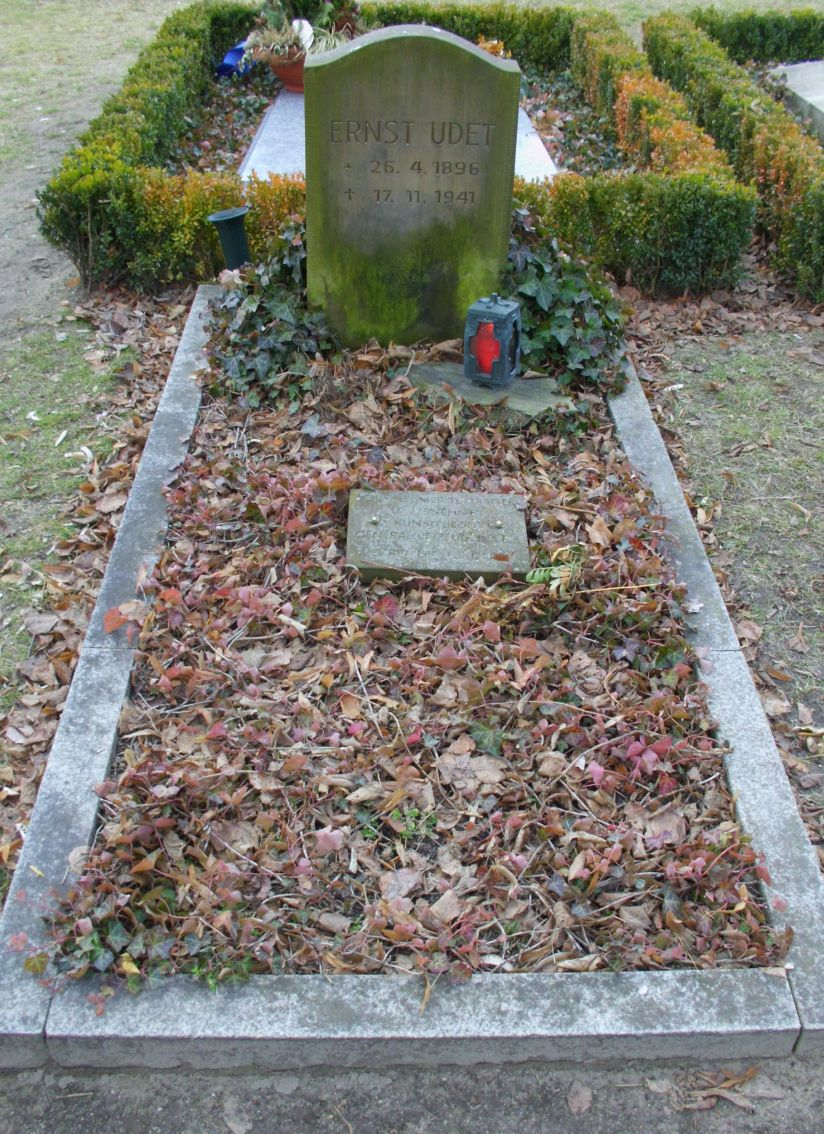
Grób Udeta na Cmentarzu Inwalidów w Berlinie